# Șkurupii, Reșetîlivka
Șkurupii (în ucraineană Шкурупії) este un sat în comuna Jovtneve din raionul Reșetîlivka, regiunea Poltava, Ucraina.

## Demografie
Componența lingvistică a localității Șkurupii
     Ucraineană (95,57%)
     Rusă (3,13%)
     Alte limbi (1,3%)
Conform recensământului din 2001, majoritatea populației localității Șkurupii era vorbitoare de ucraineană (95,57%), existând în minoritate și vorbitori de rusă (3,13%).